# ماير حبيب
ماير حبيب (بالفرنسية: Meyer Habib) هو سياسي فرنسي ، ولد في 28 أبريل 1961 بباريس في فرنسا. حزبياً، نشط في Union of Democrats and Independents ‏. وقد انتخب نائب فرنسي عن دائرة Eighth French legislative constituency for citizens abroad ‏ وقد انضم خلال فترته النيابية ‏ (21 يونيو 2017 – )  للكتلة البرلمانية UDI and Independents group ‏ وانتخب نائب فرنسي عن دائرة Eighth French legislative constituency for citizens abroad ‏ خلال فترته النيابية (10 يونيو 2013 – 20 يونيو 2017).